# Tipula (Eumicrotipula) moniliferoides
Tipula (Eumicrotipula) moniliferoides is een tweevleugelige uit de familie langpootmuggen (Tipulidae). De soort komt voor in het Neotropisch gebied.